# Финансье
Финансье (фр. financier, «финансист») — небольшой французский миндальный кекс, приправленный топлёным маслом (beurre noisette), обычно выпекаемый в небольшой форме. Легкий и влажный, с хрустящей корочкой, напоминающей яичную скорлупу, финансье также содержит яичные белки, муку и сахарную пудру. Форма кекса — обычно это небольшие прямоугольные буханки, по размеру похожие на птифур.
Первоначально сделанный орденом монахинь визитанток (поэтому его иногда называют «визитандином», фр. visitandine) в XVII веке, финансье был популяризирован в XIX веке. Получил новую популярность в двухтысячных.

## Название
Название «финансист», как говорят, происходит от традиционной прямоугольной формы, которая напоминает слиток золота.
Согласно другому объяснению, кекс стал популярным в финансовом районе Парижа, окружающем Парижскую фондовую биржу, так как кекс можно было легко хранить в кармане в течение длительного времени.

## Рецепт

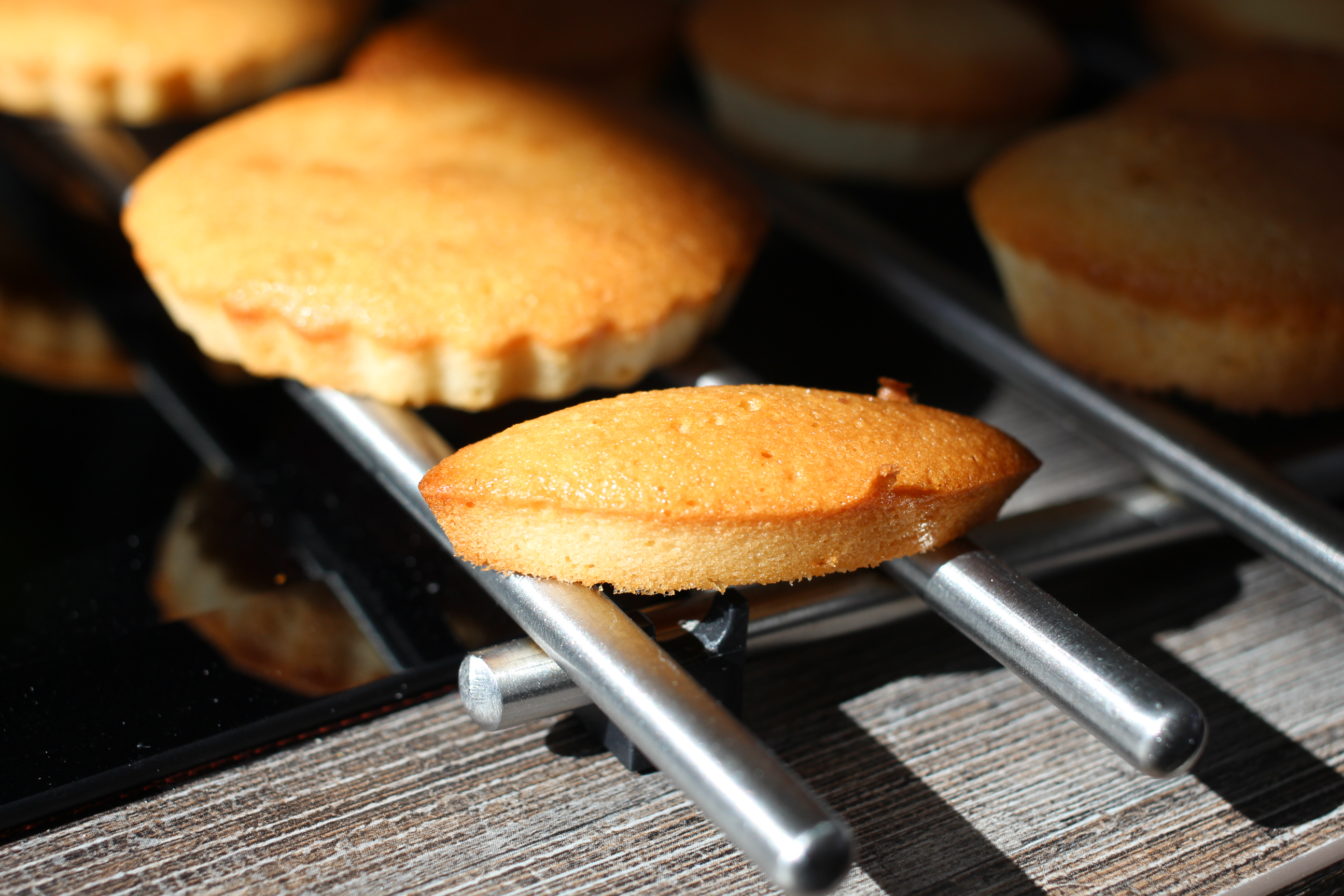
Вариант финансье

Более популярным вариантом являются рецепты менее плотного бисквитного пирога, в котором:
- соотношение сахара/масла/муки-миндаля/яиц варьируется в зависимости от повара, с преобладанием меньшего количества муки.
- мука наполовину и более заменена молотым миндалём или миндальной мукой, а иногда и фундуком;
- сахар часто используют в виде сахарной пудры;
- топлёное масло нужно добавить до или после яичных белков;
- используются только яичные белки, добавляемые последними.

Идеальным сопровождением является заварной крем, который позволяет использовать оставшиеся яичные желтки.
Финансье также готовят с различными наполнителями: лимон, апельсин, вишня, малина, шоколад.

## Галерея

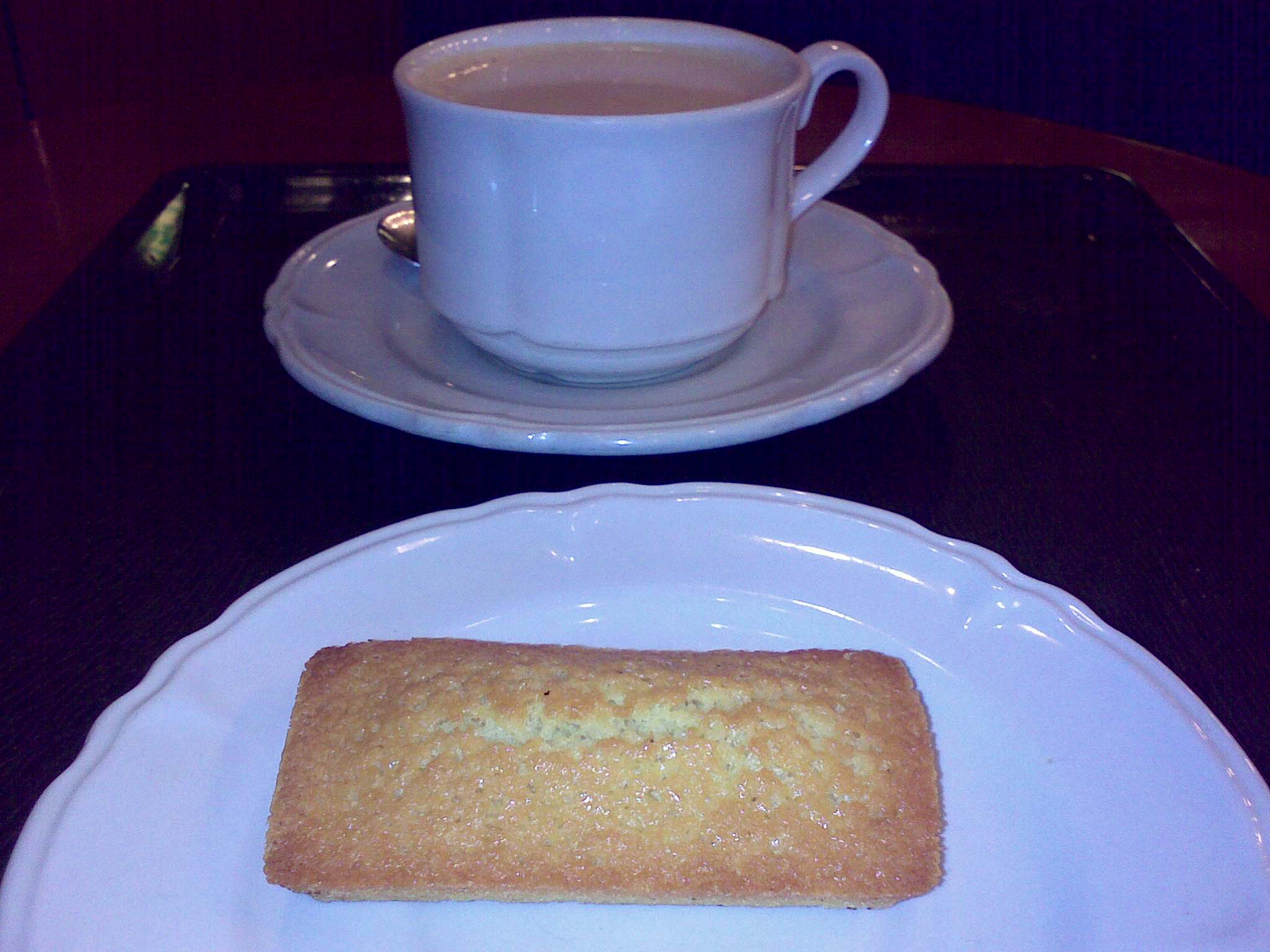
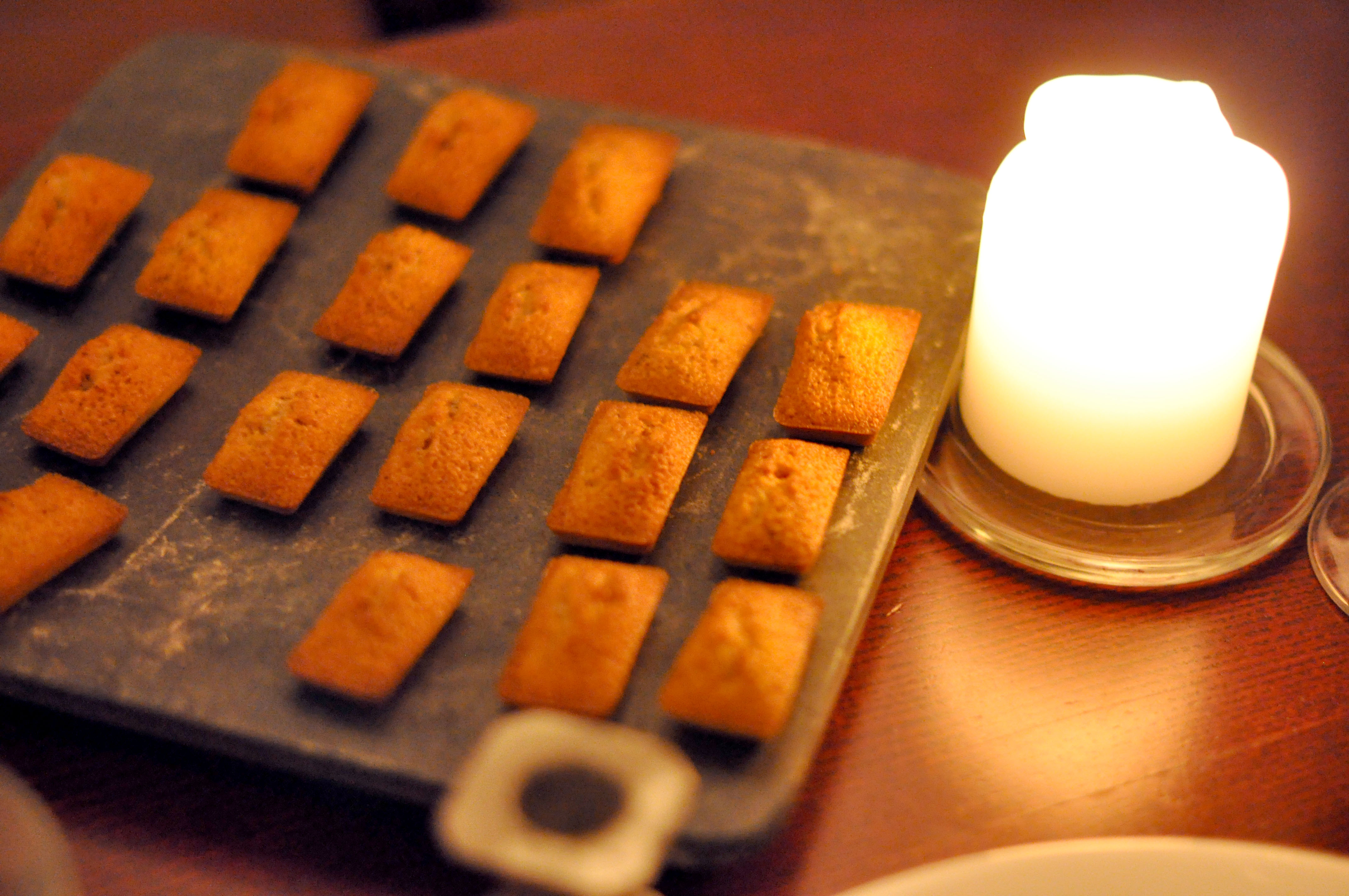
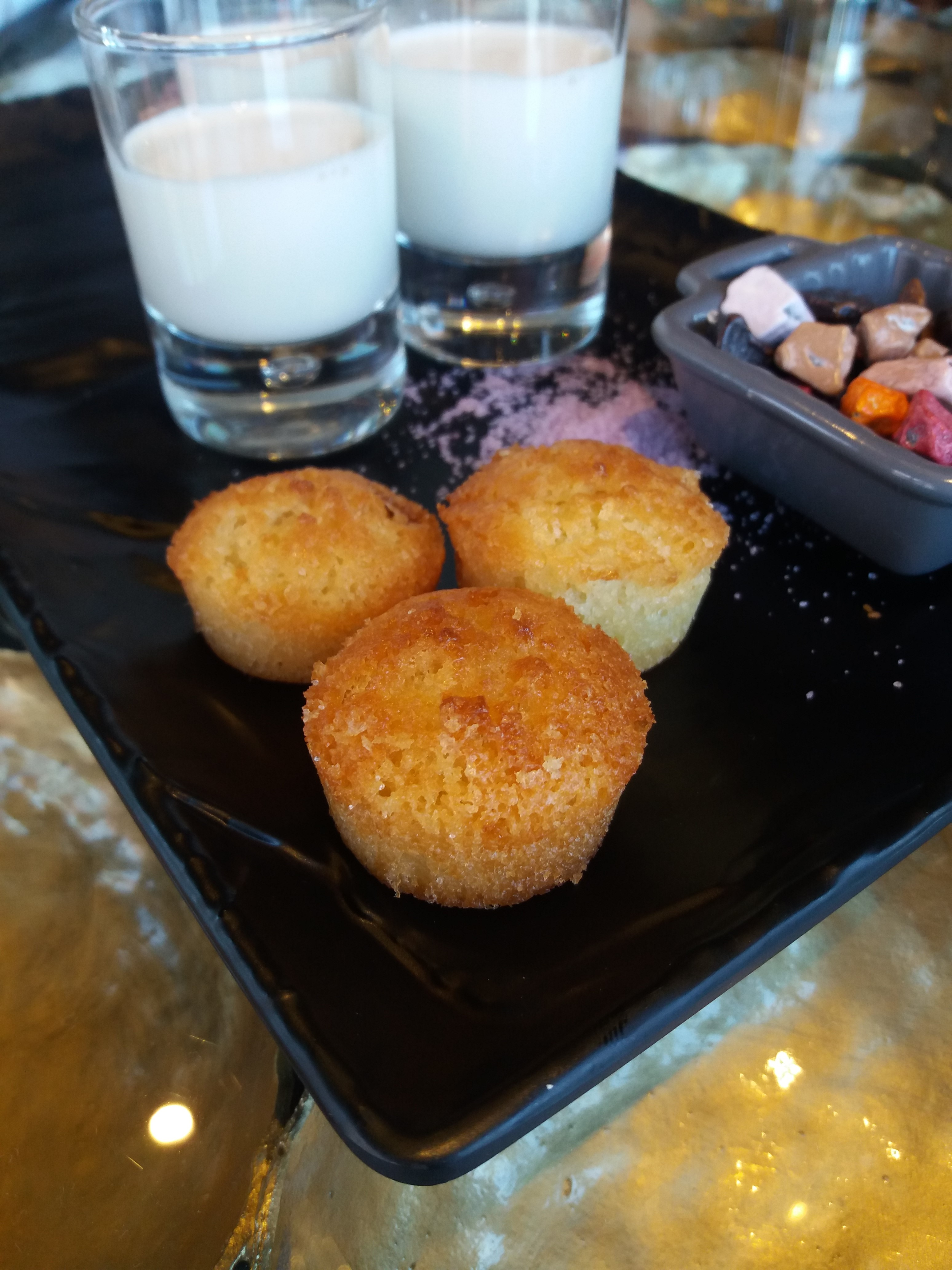
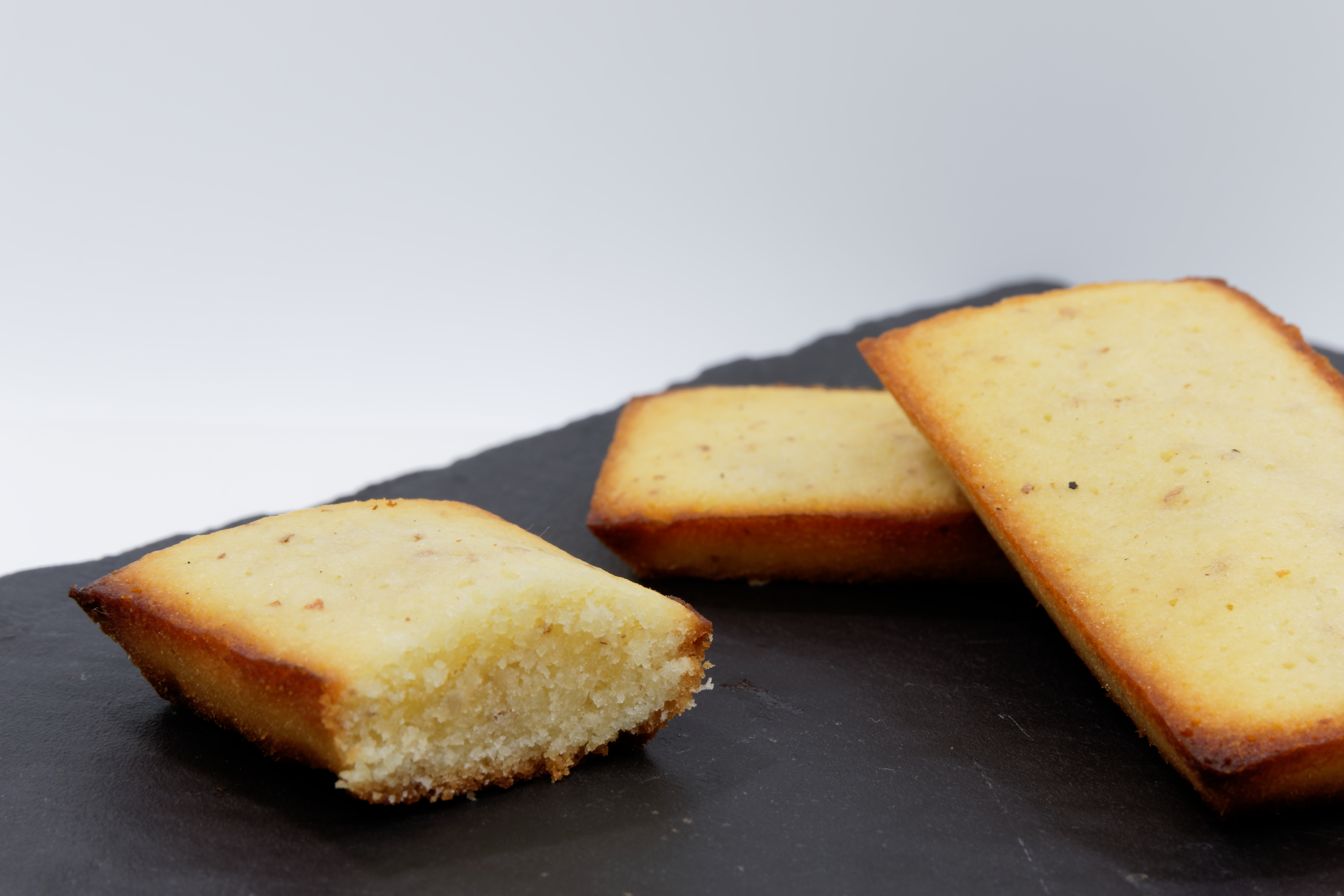
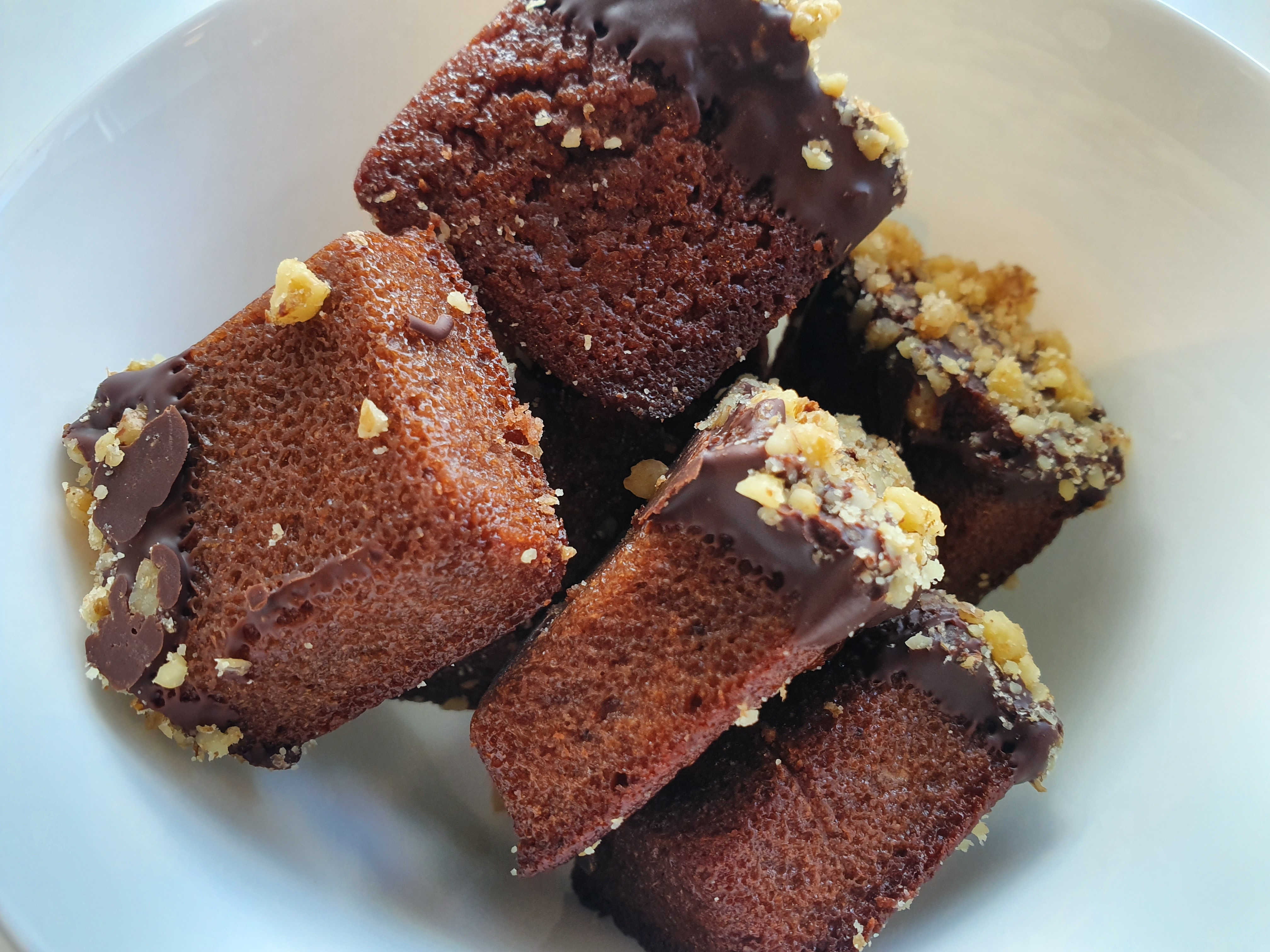